# Aleksander Tarnowski (muzealnik)
Aleksander Tarnowski (ur. 19 września?/1 października 1884 w Lidzie, zm. 5 czerwca 1961 w Opolu) – polski muzealnik, tłumacz i podróżnik, działacz socjalistyczny i zesłaniec. W latach 1946–1961 dyrektor Zamku Książąt Pomorskich – Muzeum w Darłowie.

## Życiorys

### Wczesne lata
Według niektórych źródeł pochodził z rodziny hrabiowskiej. Studiował orientalistykę na Cesarskim Uniwersytecie Moskiewskim, równolegle uczęszczał na kursy języków obcych. Był poliglotą, znał biegle osiem języków obcych (grekę, łacinę, rosyjski, hiszpański, francuski, angielski, niemiecki, szwedzki), potrafił się posługiwać nawet piętnastoma. Do 1914 roku był członkiem Polskiej Partii Socjalistycznej, przez co popadł w konflikt z rodziną. W 1906 roku został aresztowany przy próbie organizowaniu zebrania partyjnego i skazany na 3 lata zesłania do północnej Rosji. Po zakończeniu kary w 1909 roku wyjechał do Paryża, gdzie rozpoczął studia lingwistyczne na Sorbonie. W celu zarobienia na swoje utrzymanie imał się różnych prac. Po zakończeniu I wojny światowej był członkiem rewolucyjnych związków zawodowych GGTU w Paryżu.
W okresie dwudziestolecia międzywojennego dzięki swoim umiejętnościom językowym pracował jako tłumacz w placówkach dyplomatycznych. Zatrudniał się także w biurach podróży, linii okrętowych i kolejowych. Poprzez swoją pracę zwiedził m.in. Francję, Rosję, Szwecję, Jugosławię, Grecję, Maroko i Egipt. Wyrazem egzotycznych przeżyć był noszony przez niego charakterystyczny czerwony fez. Wyróżniała go także wysoka sylwetka oraz długie wąsy i broda. Cechowało go wesołe usposobienie i upodobanie do anegdot.

### Kierownik Muzeum Powiatowego w Darłowie

#### Objęcie posady

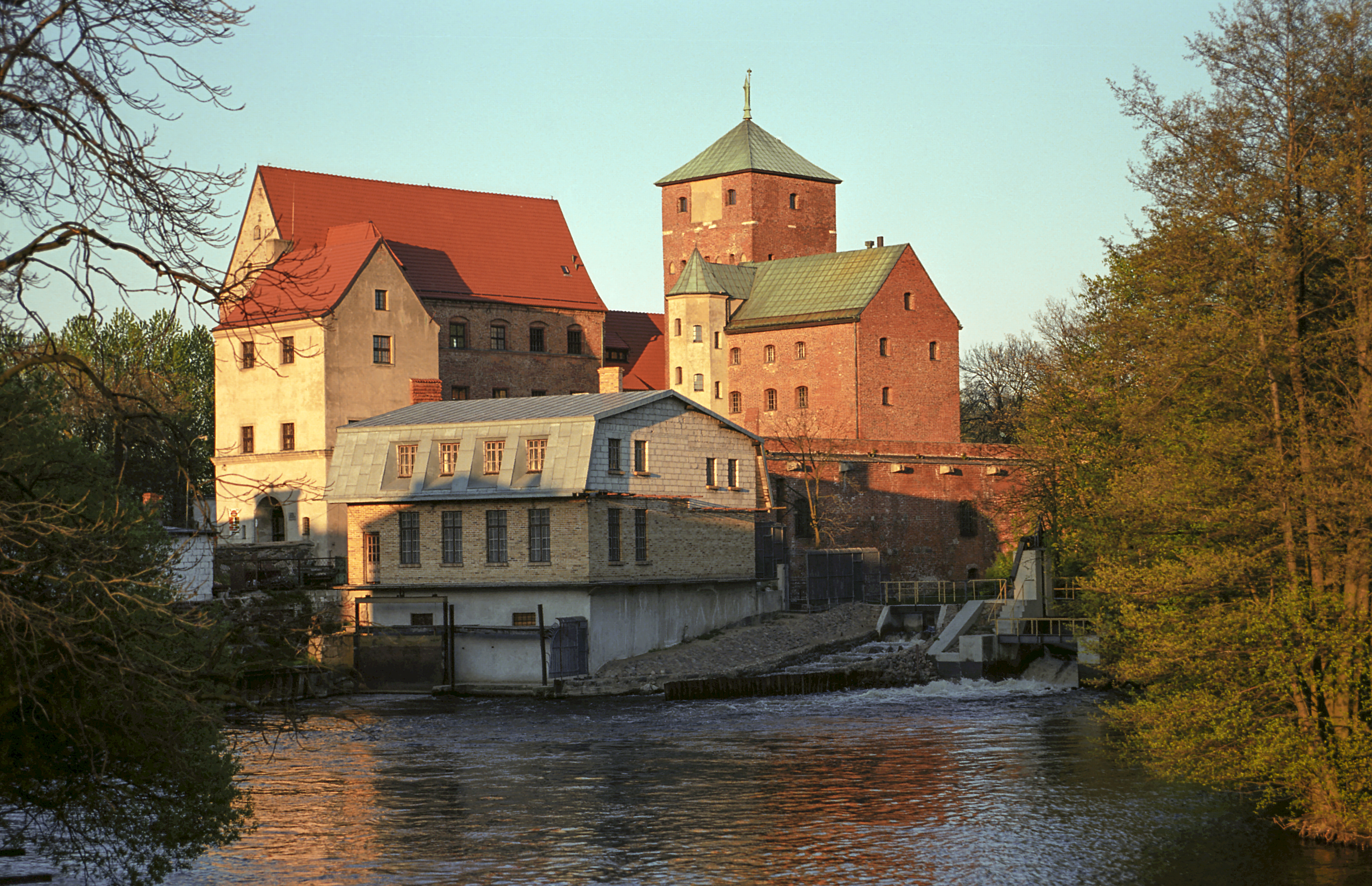
Zamek Książąt Pomorskich w Darłowie

Po zakończeniu II wojny światowej pracował w Warszawie w Ministerstwie Spraw Zagranicznych. 15 maja 1946 roku przyjechał do Gdyni, gdzie miał podjąć pracę w C.A.L. Ponieważ dyrektor, który miał go zatrudnić był nieobecny, a on sam nie miał już środków do życia, poprosił o zatrudnienie w Państwowym Urzędzie Repatriacyjnym w Sopocie w charakterze biuralisty. Tu zaproponowano mu pracę w PUR w Sławnie. Na miejscu zaproponowano mu z kolei pracę nauczyciela j. angielskiego w miejscowej szkole. Tarnowski nie chciał podjąć tej pracy, więc udał się do Wydziału Kultury i Sztuki Starostwa Powiatowego w Sławnie, gdzie złożył napisane w sześciu językach podanie. Dyrektora wydziału, Amelia Łączyńska, była jednocześnie kierownikiem Muzeum Powiatowego w Darłowie. Zaproponowała Tarnowskiemu pracę w Darłowie w charakterze dozorcy i przewodnika z wynagrodzeniem 900 zł miesięcznie, z nadzieją na przyszły awans na kierownika. Tarnowski przyjął pracę z myślą, że wkrótce i tak podejmie pracę w Gdyni. W przeprowadzonym w 1960 roku reportażu na swój temat stwierdził, że dopiero po pobieżnym zwiedzeniu Zamku Książąt Pomorskich w maju 1946 roku uznał, że jest jego miejsce. Po muzeum oprowadził go wtedy jego twórca i pierwszy dyrektor Karl Rosenow. Były dyrektor nie darzył sympatią Tarnowskiego z uwagi na jego socjalistyczne poglądy. Ten z kolei uważał Rosenowa za niemieckiego nacjonalistę. Mimo to przez kolejny rok współpracowali ze sobą

#### Jako dozorca
Aleksander Tarnowski przyjechał do Darłowa 24 maja 1946 roku. Na początku miał otrzymać mieszkanie w zdewastowanym, dwupokojowym domu nad kanałem. Zdecydował się zamieszkać w jednym z dwóch pokoi na Zamku zajmowanych przez woźną Anną Moczall, z którą współpracował w początkowym okresie swojej pracy. Anna Moczall wraz z mężem, byłym woźnym Adolfem i byłym dyrektorem Rosenowm zostali w lipcu 1947 r. deportowani z Polski. Tarnowski zajął wówczas całe mieszkanie na zamku. To właśnie on odnalazł rękopis pamiętnika Karla Rosenowa, zostawiony przez niego w jednej ze skrzyń muzealnych. Na początku swojej pracy, wspólnie z córką dyrektorki Jadwigą Łączyńską usunął z placówki elementy wystaw gloryfikujące ustrój nazistowski, które nakazano zainstalować w okresie III Rzeszy Niemieckiej. Usunął też elementy gloryfikujące Cesarstwo Niemieckie. Wkrótce po tym Amelia i Jadwiga Łączyńskie opuściły Pomorze. Tym samym Tarnowski został nowym kierownikiem Muzeum Powiatowego w Darłowie. Pełnił tę funkcję do 1961 roku. Od 1948 roku Muzeum podlegało Zarządowi Miasta w Darłowie. W 1949 roku zostało upaństwowione. Od 1 stycznia 1950 r. do 1 stycznia 1958 r. było podporządkowane Muzeum Pomorza Zachodniego w Szczecinie. 1 stycznia 1958 kontrolę nad placówką przejęła Wojewódzka Rada Narodowa w Koszalinie.

#### Jako kierownik
W listopadzie 1946 r. na polecenie Ministerstwa Oświaty rozpoczął inwentaryzowanie i porządkowanie liczącego 10 tysięcy tomów księgozbioru. W placówce pozostawił 280 najcenniejszych tomów, pozostałe zaś przekazał Ministerstwu Oświaty. Tomy kwartalnika Nautilus przekazał Uniwersytetowi Poznańskiemu. Do 1947 roku dokończył rozpoczętą przez Łęczyńską repolonizację zbiorów i przetłumaczenie opisów na język polski. Następnie wraz z żoną rozpoczął opracowywanie zbiorów. Komisja muzealników z Warszawy oceniła wówczas, że wystawy urządzone są nieprofesjonalnie, a opisy eksponatów wymagają poprawy. Tarnowski osobiście oprowadzał zwiedzających, sprzątał sale i mył klatki schodowe, a nawet sprzątał nieczystości po pasących się na części podwórza krowach i świniach. W tym samym miejscu spotkała się nocą młodzież gorsząca dyrektora. W celu pozbycia się ich ogrodził część podwórza i zasadził w nim kwietniki i zieleńce. Przywiązywał dużą wagę do czystości i karcił osoby niszczące okoliczne trawniki i krzewy. W poniedziałki muzeum było nieczynne, a państwo Tarnowscy dokonywali porządków generalnych. Dużym problemem było wówczas rozkradanie eksponatów i m.in. przez okoliczną młodzież. Tarnowski starał się zapobiegać kradzieżom. Kierownik pozyskiwał środki na dokonywanie remontów. W szczególnie złym stanie były przez wiele lat dach i kanalizacja Zamku. Od lata 1951 do kwietnia 1955 r. przeprowadził remont kaplicy zamkowej. Kilka sal zostało pobielonych wapnem. W 1952 r. odnowił trzy klatki schodowe. Tarnowski osobiście pomagał w tych pracach. Dyrektor współpracował z Prezydium Powiatowej Rady Narodowej w Sławnie, realizując jego polecenia, takie jak napisanie przewodnika czy organizację dożynek albo Święta Pracy w placówce. Muzeum było kontrolowane przez Urząd Bezpieczeństwa, który nie miał do pracy Tarnowskiego żadnych zastrzeżeń. We wrześniu 1950 r. odbył miesięczny kurs ideologiczny w Szklarskiej Porębie dla pracowników muzealnych.
Tarnowski organizował wiele wystaw czasowych, dzięki czemu przyciągał do muzeum znaczną liczbę zwiedzających. Były to wystawy nie tylko o tematyce regionalnej, ale też ogólnopolskiej. W czasach stalinizmu część z nich miała charakter propagandowy. Tarnowski obstawał przy pozostawieniu wystaw gloryfikujących ustrój socjalistyczny nawet wtedy, gdy o ich usunięcie prosił przedstawiciel Ministerstwa Kultury i Sztuki. W latach 1945–53 17 wystaw czasowych obejrzało 25 tysięcy osób, a 62 odczyty wysłuchało 2282 osób. Między 1946 a 1961 rokiem roczna liczba zwiedzających placówkę wzrosła z 1644 do 13 008 osób. Tarnowski gościł w Muzeum gości z kilku krajów oraz wielu prominentnych działaczy politycznych i społecznych. Wśród nich byli m.in. Leon Kruczkowski, Jakub Berman, Stanisław Radkiewicz, Włodzimierz Sokorski i Władysław Broniewski.
Kierownik zmagał się z problemami zdrowotnymi. Jesienią 1951 r. zachorował na ostre zapalenie woreczka żółciowego, do Bożego Narodzenia był hospitalizowany w Sławnie. W styczniu 1952 r. miał miejsce nawrót choroby i spędził kolejne 3 miesiące w szpitalu. Następny nawrót choroby miał miejsce w styczniu kolejnego roku. Tym razem został wypuszczony ze szpitala 19 marca. Był leczony m.in. zastrzykami z morfiny. Spędził 3 tygodnie w sanatorium w Szczawnie-Zdroju. W 1955 r. zaproponował w Wydziale Zagranicznym Komitetu Centralnego Polskiej Zjednoczonej Partii Robotniczej w Warszawie, by zatrudnili go w charakterze tłumacza, czego mu odmówiono. We wrześniu 1957 roku ubiegał się w Ministerstwie Opieki i Pracy Społecznej oraz KC PZPR w Warszawie o przyznanie mu emerytury. Odmówiono mu z uwagi na niezaliczeniu 4 lat pracy u francuskiego adwokata. W październiku 1958 roku wyjechał do Bartoszyc.
Następcą Tarnowskiego na stanowisku kierownika został były nauczyciel Szkoły Rybołówstwa Morskiego w Darłowie Hieronim Fiodorow, zatrudniony przez niego w 1959 roku. Aleksander Tarnowski zmarł 5 czerwca 1961 roku. Zgodnie z jego wolą pochowano go w Opolu.

##### Pozyskiwanie i walka o utrzymanie zbiorów i finansów
Kontynuując dzieło Amelii Łączyńskiej, Tarnowski odwiedzał okoliczne dwory, pałace, Kościoły i gospodarstwa wiejskie w celu zabezpieczenia i uratowania przed grabieżą porzuconych tam zabytków. W 1946 r. pozyskał od darłowskiej parafii XIV-wieczną ambonę Kościoła Mariackiego, znajdującą się później w Kościele św. Gertrudy. Od darłowskich franciszkanów pozyskał XIV-wieczny krucyfiks. Pozyskał trzy kamienne rzeźby i zabytkowe meble z Zamku w Krągu. Z Kościoła św. Floriana w Postominie uratował XV-wieczne zbroje rycerskie. Uzyskał też m.in. zabytkową kotwicę fregaty, dzwon okrętowy z 1782 roku, barokowe skrzynie z XVII wieku, ramę do lustra barokowe, rzeźbione meble, ludową ławę, szafę, świeczniki i kredens oraz dwa modele żaglowców. Od rolników odkupywał zanikające z użytku przyrządy użytku codziennego. Kolekcję przyrodniczą poszerzył o głowy bawołów afrykańskich, antylop, głowę dzika, dwie czaszki dzików i bawołów afrykańskich. Bibliotekę poszerzył o 1625 tomy, w tym starodruki z XVI i XVII wieku. W poszukiwaniach wspierali go m.in. uczniowie lokalnej szkoły. Wśród nich byli Jerzy Sadowy, Zenon Gontarz i Bogdan Borysowicz. Między 1948 a 1961 rokiem Tarnowski zwiększył zasób muzeum m.in. o prawie 900 dzieł sztuki, 200 zabytków historii, 60 zabytków etnograficznych, 400 pozycji archeologicznych i 300 eksponatów przyrodniczych. Jednocześnie część eksponatów została na polecenie Szczecina wypożyczona do innych placówek i nigdy nie zwrócona, bądź uległa zniszczeniu. Wśród utraconych zasobów były m.in. wszystkie numizmaty. Zabytki były też rozkradane przez członków Stołecznej Rady Narodowej w Warszawie. Tarnowski, protestując przeciw takiemu postępowaniu, otrzymał naganę od Ministerstwa Kultury i Sztuki. Mimo to, gdy sam odnalazł na zamku 6 Ksiąg Recesów Gdańskich, nie zatrzymał ich lecz oddał Archiwum Miejskiemu w Gdańsku.
Kierownik narzekał na małe wsparcie finansowe ze strony władz powiatowych. W październiku 1947 r. dzięki interwencji wiceministra Leona Kruczkowskiego otrzymał środki na zatrudnienie dodatkowego pracownika, woźnego Józefa Dokutowskiego. Nowy pracownik pomagał nie tylko w prowadzeniu placówki, ale też zdobywaniu nowych eksponatów w regionie. 1 maja 1949 Dokutowski rozpoczął pracę w młynie zamkowym, przez co Tarnowski znów pozostał na Zamku sam. W pracy pomagali mu uczniowie lokalnej szkoły. W maju 1950 r. zorganizował przy szkole Koło Miłośników Muzeum, które miało pomagać w jego pracach. Wkrótce jednak przyłapał uczniów na kradzieży notgeldów i karabinów, po czym rozwiązał Koło. 1 lipca 1950 r. zatrudnił nową woźną Hertę Parnow z Dąbek. Latem 1955 r. zatrudnił dodatkowo sprzątaczkę Martę Kruckow. Obie pracownicy wyjechały z Polski 10 marca 1957 roku.

### Pozostała działalność, odznaczenia
W czasie swojej pracy w darłowskim muzeum prowadził pamiętnik, będący cennym źródłem wiedzy o historii placówki i życiu miasta. Jego fragmenty były później drukowane pt. 12 lat na Zamku. 15 września 1946 r. rozpoczął nauczanie w miejscowej szkole ogólnokształcącej im. S. Żeromskiego. Wykładał język angielski i szwedzki. Jedna z byłych uczennic wspomina go jako surowego, ale lubianego nauczyciela. Darłowianie nazywali go Dziadkiem, darzyli dużym szacunkiem i często prosili o rady. 7 stycznia 1947 roku wstąpił do Polskiej Partii Socjalistycznej, z której powstała później Polska Zjednoczona Partia Robotnicza. Cieszył się poważaniem wśród członków miejskiej organizacji partyjnej PZPR. Tarnowski był zwolennikiem polskiej drogi do socjalizmu, był też praktykującym katolikiem. Był orędownikiem polskości Pomorza. Przez wiele lat zasiadał w Miejskiej Radzie Narodowej w Darłowie. Jako senior otwierał pierwszą jej sesję. Dał wówczas popis swoich zdolności językowych, otwierając ją w języku łacińskim. Jako radny przekonywał pozostałych jej członków do przeznaczania pieniędzy na rzecz restauracji zabytków miasta, np. na lokalnym cmentarzu. 20 stycznia 1957 r. był członkiem komisji wyborczej. Niektórzy zwracają uwagę, że mimo swojej partyjnej przynależności, zawarł w swoim pamiętniku dużo anegdot stawiających komunistycznych działaczy w złym świetle, nie odwrócił się też od osób prześladowanych przez reżim komunistyczny.

## Odznaczenia i upamiętnienie
Za swoją działalność muzealną i polityczną został Odznaką Honorową Gryfa Pomorskiego oraz Srebrnym i Złotym Krzyżem Zasługi. W 1960 roku Aleksander Tarnowski był bohaterem reportażu Melanii Grudniewskiej. W 2011 roku pracownik muzeum Karol Matusiak stworzył film pt. Aleksander Tarnowski na Europejskie Dni Dziedzictwa 2011 roku.